# كمال باتل
كمال باتل (بالهندية: कमल पटेल)‏ (بالإنجليزية: Kamal Patel)‏ هو سياسي هندي، ولد في 1961 في الهند. حزبياً، نشط في بهاراتيا جاناتا. وقد انتخب Member of the Legislative Assembly (India) ‏ وانتخب Member of the Madhya Pradesh Legislative Assembly ‏.